# Euro Hockey League masculin 2022
Navigation
2021 2022-2023
L'Euro Hockey League 2022 est la 15e saison de l'Euro Hockey League, tournoi masculin des clubs de hockey sur gazon d'Europe, organisé par la Fédération européenne de hockey.
Il se tient parallèlement au tournoi féminin au Wagener Stadium à Amsterdam, aux Pays-Bas, du 13 au 18 avril 2022. En raison du report de l'édition 2021 de l'Euro Hockey League, seules 12 équipes participent à cette édition. Les huit équipes restantes jouent dans la Coupe de classement 2022. Bloemendaal est le champion en titre.
Le 1er mars 2022, à la suite de l'invasion russe de l'Ukraine, l'EHF a exclu les clubs russes et biélorusses de toutes les compétitions.

## Attribution de l'équipe de l'association
Au total, 12 équipes de 9 des 45 associations membres de la EHF ont participé à l'Euro Hockey League 2022. Le classement des associations basé sur les coefficients des pays de l'EHL est utilisé pour déterminer le nombre d'équipes participantes pour chaque association:
- Les associations 1 à 3 ont chacune deux équipes qualifiées.
- Les associations 4 à 9 ont chacune une équipe qualifiée.

### Classement des associations
Pour l'Euro Hockey League 2022, les associations se voient attribuer des places en fonction de leurs coefficients de pays EHL 2020, qui prennent en compte leurs performances en Euro Hockey League et les Trophées d'Europe I et II de 2018-2019 à 2021.
| Rang | +/- positions | Association    | Points | Équipes |
| ---- | ------------- | -------------- | ------ | ------- |
| 1    | 0             | Allemagne      | 37.583 | 3       |
| 2    | 0             | Pays-Bas       | 36.500 | 3       |
| 3    | 1             | Espagne        | 33.625 | 3       |
| 4    | 1             | Belgique       | 32.750 | 2       |
| 5    | 0             | Angleterre     | 25.375 | 2       |
| 6    | 5             | Autriche       | 21.813 | 2       |
| 7    | 0             | France         | 20.000 | 1       |
| 10   | 2             | Écosse         | 14.188 | 1       |
| 11   | 2             | Irlande        | 12.750 | 1       |
| 12   | 2             | Suisse         | 9.063  | 0       |
| 13   | 1             | Pays de Galles | 7.688  | 0       |
| 14   | 0             | Ukraine        | 6.813  | 0       |
| 15   | 2             | Pologne        | 6.438  | 0       |
| 16   | 0             | Italie         | 5.750  | 0       |
| 17   | 1             | Tchéquie       | 5.625  | 0       |
| 18   | 1             | Portugal       | 5.375  | 0       |
| 19   | 0             | Danemark       | 3.625  | 0       |
| 20   | 1             | Croatie        | 1.625  | 0       |

### Équipes
Les étiquettes entre parenthèses indiquent comment chaque équipe s'est qualifiée pour la place de son tour de départ :
- 1er, 2e, 3e : Classements de la ligue de la saison précédente
- Abd- : Positions de la ligue de la saison abandonnée en raison de la pandémie de Covid-19 en Europe telles que déterminées par l'association nationale.

| Tour d'entrée       | Équipes                             | Équipes                     |
| ------------------- | ----------------------------------- | --------------------------- |
| Quarts de finale    | HC Bloemendaal (1er)                | Rot-Weiss Köln (1er)        |
| Quarts de finale    | Club Campo de Madrid (1er)          | KHC Dragons (1er)           |
| Phase préliminaire  | SV Kampong (2e)                     | HTC Uhlenhorst Mülheim (2e) |
| Phase préliminaire  | Atlètic Terrassa HC (2e)            | Surbiton HC (Abd-1er)       |
| Phase préliminaire  | SV Arminen (1er)                    | Saint-Germain HC (1er)      |
|                     |                                     |                             |
| Coupe du classement | Club Egara (3e)                     | Mannheimer HC (3e)          |
| Coupe du classement | HC Rotterdam (3e)                   | Waterloo Ducks (2e)         |
| Coupe du classement | Hampstead & Westminster HC (Abd-2e) | SV Post (2e)                |
| Coupe du classement | Grange HC (1er)                     | Three Rock Rovers HC (1er)  |

## Tableau
Le tirage au sort a eu lieu le 30 novembre 2021. Le calendrier a été publié le 8 décembre 2021.
|  | Quarts de finale     | Quarts de finale     |                |                      | Demi-finales           | Demi-finales |  |  | Finale      | Finale |
|  | Quarts de finale     | Quarts de finale     |                |                      | Demi-finales           | Demi-finales |  |  | Finale      | Finale |
|  |                      |                      |                |                      |                        |              |  |  |             |        |
|  |                      |                      |                |                      |                        |              |  |  |             |        |
|  |                      |                      |                |                      |                        |              |  |  |             |        |
|  | HC Bloemendaal       | 3                    |                |                      |                        |              |  |  |             |        |
|  | HC Bloemendaal       | 3                    |                |                      |                        |              |  |  |             |        |
|  | Atlètic Terrassa HC  | 1                    |                |                      |                        |              |  |  |             |        |
|  | Atlètic Terrassa HC  | 1                    | HC Bloemendaal | 3                    |                        |              |  |  |             |        |
|  |                      |                      | HC Bloemendaal | 3                    |                        |              |  |  |             |        |
|  |                      | Club Campo de Madrid | 0              |                      |                        |              |  |  |             |        |
|  | Club Campo de Madrid | Club Campo de Madrid | 0              | 3                    |                        |              |  |  |             |        |
|  | Club Campo de Madrid |                      |                | 3                    |                        |              |  |  |             |        |
|  | SV Arminen           | 0                    |                |                      |                        |              |  |  |             |        |
|  | SV Arminen           | 0                    | HC Bloemendaal | 4                    |                        |              |  |  |             |        |
|  |                      |                      | HC Bloemendaal | 4                    |                        |              |  |  |             |        |
|  |                      | Rot-Weiss Köln       | 0              |                      |                        |              |  |  |             |        |
|  | SV Kampong           | Rot-Weiss Köln       | 0              | 1                    |                        |              |  |  |             |        |
|  | SV Kampong           |                      |                | 1                    |                        |              |  |  |             |        |
|  | Rot-Weiss Köln       | 2                    |                |                      |                        |              |  |  |             |        |
|  | Rot-Weiss Köln       | 2                    | Rot-Weiss Köln | 5                    |                        |              |  |  |             |        |
|  |                      |                      | Rot-Weiss Köln | 5                    | Match pour la 3e place |              |  |  |             |        |
|  |                      | Surbiton HC          | 1              |                      |                        |              |  |  |             |        |
|  | KHC Dragons          | Surbiton HC          | 1              | 0                    |                        |              |  |  |             |        |
|  | KHC Dragons          |                      |                | 0                    |                        |              |  |  |             |        |
|  | Surbiton HC          | 1                    |                | Club Campo de Madrid | 1                      |              |  |  |             |        |
|  | Surbiton HC          | 1                    |                | Club Campo de Madrid | 1                      |              |  |  |             |        |
|  |                      |                      |                |                      |                        |              |  |  | Surbiton HC | 2      |
|  |                      |                      |                |                      |                        |              |  |  | Surbiton HC | 2      |

### Phase préliminaire
| Match 3             | Surbiton HC                                                                   | 7 - 2   | Saint-Germain HC        |                                                                        |                                                                        |
| 13 avril 2022 16h15 | Taylor 1e, 14e · Boon 25e, 45e · Ja. Gall 27e · Goodfield 30e · Middleton 43e | (5 - 0) | 33e Semenol · 60e Jouin | Arbitrage : Tim Meissner Michelle Meister Arbitre vidéo : Sarah Wilson | Arbitrage : Tim Meissner Michelle Meister Arbitre vidéo : Sarah Wilson |
| 13 avril 2022 16h15 | Rapport                                                                       |         |                         | Arbitrage : Tim Meissner Michelle Meister Arbitre vidéo : Sarah Wilson | Arbitrage : Tim Meissner Michelle Meister Arbitre vidéo : Sarah Wilson |

| Match 4             | SV Kampong                                             | 4 - 0   | HTC Uhlenhorst Mülheim |                                                                         |                                                                         |
| 13 avril 2022 18h30 | Janssen 8e · Van Bijnen 10e · Gruter 32e · Lageman 43e | (2 - 0) |                        | Arbitrage : Laurine Delforge Sean Edwards Arbitre vidéo : Martin Madden | Arbitrage : Laurine Delforge Sean Edwards Arbitre vidéo : Martin Madden |
| 13 avril 2022 18h30 | Rapport                                                |         |                        | Arbitrage : Laurine Delforge Sean Edwards Arbitre vidéo : Martin Madden | Arbitrage : Laurine Delforge Sean Edwards Arbitre vidéo : Martin Madden |

### Quarts de finale
| Match 6             | Club Campo de Madrid                | 3 - 0   | SV Arminen |                                                                            |                                                                            |
| 14 avril 2022 14h45 | Abajo 25e · Tello 27e · Puglisi 40e | (2 - 0) |            | Arbitrage : Paul van den Assum Xavier Fenaert Arbitre vidéo : Alison Keogh | Arbitrage : Paul van den Assum Xavier Fenaert Arbitre vidéo : Alison Keogh |
| 14 avril 2022 14h45 | Rapport                             |         |            | Arbitrage : Paul van den Assum Xavier Fenaert Arbitre vidéo : Alison Keogh | Arbitrage : Paul van den Assum Xavier Fenaert Arbitre vidéo : Alison Keogh |

| Match 8             | HC Bloemendaal                          | 3 - 1   | Atlètic Terrassa HC |                                                                                 |                                                                                 |
| 14 avril 2022 19h15 | T. Brinkman 19e · Swaen 30e · Fuchs 59e | (2 - 0) | 55e Cabré-Verdiell  | Arbitrage : Sébastien Michielsen Martin Madden Arbitre vidéo : Laurine Delforge | Arbitrage : Sébastien Michielsen Martin Madden Arbitre vidéo : Laurine Delforge |
| 14 avril 2022 19h15 | Rapport                                 |         |                     | Arbitrage : Sébastien Michielsen Martin Madden Arbitre vidéo : Laurine Delforge | Arbitrage : Sébastien Michielsen Martin Madden Arbitre vidéo : Laurine Delforge |

| Match 11            | KHC Dragons | 0 - 1   | Surbiton HC |                                                                              |                                                                              |
| 15 avril 2022 13h45 |             | (0 - 0) | 39e Taylor  | Arbitrage : Paul van den Assum Tim Meissner Arbitre vidéo : Michelle Meister | Arbitrage : Paul van den Assum Tim Meissner Arbitre vidéo : Michelle Meister |
| 15 avril 2022 13h45 | Rapport     |         |             | Arbitrage : Paul van den Assum Tim Meissner Arbitre vidéo : Michelle Meister | Arbitrage : Paul van den Assum Tim Meissner Arbitre vidéo : Michelle Meister |

| Match 14            | SV Kampong  | 1 - 2   | Rot-Weiss Köln                         |                                                                             |                                                                             |
| 15 avril 2022 20h30 | Janssen 59e | (0 - 1) | 26e T. Grambusch · 41e Van der Weerden | Arbitrage : Martin Madden Sarah Wilson Arbitre vidéo : Sébastien Michielsen | Arbitrage : Martin Madden Sarah Wilson Arbitre vidéo : Sébastien Michielsen |
| 15 avril 2022 20h30 | Rapport     |         |                                        | Arbitrage : Martin Madden Sarah Wilson Arbitre vidéo : Sébastien Michielsen | Arbitrage : Martin Madden Sarah Wilson Arbitre vidéo : Sébastien Michielsen |

### Matchs de classement
| Match 7             | HTC Uhlenhorst Mülheim        | 3 - 1   | Saint-Germain HC |                                                                      |                                                                      |
| 14 avril 2022 17h00 | Ludwig 28e · Hellwig 32e, 46e | (1 - 1) | 19e Perrin       | Arbitrage : Sarah Wilson Shane O'Donnell Arbitre vidéo : Ivona Makar | Arbitrage : Sarah Wilson Shane O'Donnell Arbitre vidéo : Ivona Makar |
| 14 avril 2022 17h00 | Rapport                       |         |                  | Arbitrage : Sarah Wilson Shane O'Donnell Arbitre vidéo : Ivona Makar | Arbitrage : Sarah Wilson Shane O'Donnell Arbitre vidéo : Ivona Makar |

| Match 18            | Atlètic Terrassa HC                                                              | 7 - 2   | SV Arminen    |                                                                             |                                                                             |
| 16 avril 2022 18h15 | Pa. Cunill (2x)11e, 24e, 33e · Cabré-Verdiell 35e · Malgosa 39e · Pe. Cunill 55e | (3 - 1) | 13e, 59e Uher | Arbitrage : Paul van den Assum Shane O'Donnell Arbitre vidéo : Tim Meissner | Arbitrage : Paul van den Assum Shane O'Donnell Arbitre vidéo : Tim Meissner |
| 16 avril 2022 18h15 | Rapport                                                                          |         |               | Arbitrage : Paul van den Assum Shane O'Donnell Arbitre vidéo : Tim Meissner | Arbitrage : Paul van den Assum Shane O'Donnell Arbitre vidéo : Tim Meissner |

| Match 22            | SV Kampong                              | 2 - 2             | KHC Dragons                                      |                                                                       |                                                                       |
| 17 avril 2022 16h15 | Gruter 36e · Janssen 46e                | (0 - 1)           | 20e Denayer · 35e Della Torre                    | Arbitrage : Tim Meissner Shane O'Donnell Arbitre vidéo : Sean Edwards | Arbitrage : Tim Meissner Shane O'Donnell Arbitre vidéo : Sean Edwards |
| 17 avril 2022 16h15 | Rapport                                 |                   |                                                  | Arbitrage : Tim Meissner Shane O'Donnell Arbitre vidéo : Sean Edwards | Arbitrage : Tim Meissner Shane O'Donnell Arbitre vidéo : Sean Edwards |
| 17 avril 2022 16h15 | De Geus · Lageman · Pieters · De Vilder | Tirs au but 1 - 3 | Denayer · Raes · Rubens · Della Torre · Martínez | Arbitrage : Tim Meissner Shane O'Donnell Arbitre vidéo : Sean Edwards | Arbitrage : Tim Meissner Shane O'Donnell Arbitre vidéo : Sean Edwards |

### Demi-finales
| Match 17            | HC Bloemendaal                        | 3 - 0   | Club Campo de Madrid |                                                                         |                                                                         |
| 16 avril 2022 16h00 | Croon 1e · Swaen 7e · T. Brinkman 33e | (2 - 0) |                      | Arbitrage : Sean Edwards Martin Madden Arbitre vidéo : Laurine Delforge | Arbitrage : Sean Edwards Martin Madden Arbitre vidéo : Laurine Delforge |
| 16 avril 2022 16h00 | Rapport                               |         |                      | Arbitrage : Sean Edwards Martin Madden Arbitre vidéo : Laurine Delforge | Arbitrage : Sean Edwards Martin Madden Arbitre vidéo : Laurine Delforge |

| Match 21            | Rot-Weiss Köln                                     | 5 - 1   | Surbiton HC |                                                                               |                                                                               |
| 17 avril 2022 14h00 | Siegburg 5e, 27e · Rühr 5e, 12e · M. Grambusch 35e | (4 - 0) | 52e Taylor  | Arbitrage : Laurine Delforge Sébastien Michielsen Arbitre vidéo : Ivona Makar | Arbitrage : Laurine Delforge Sébastien Michielsen Arbitre vidéo : Ivona Makar |
| 17 avril 2022 14h00 | Rapport                                            |         |             | Arbitrage : Laurine Delforge Sébastien Michielsen Arbitre vidéo : Ivona Makar | Arbitrage : Laurine Delforge Sébastien Michielsen Arbitre vidéo : Ivona Makar |

### Troisième et quatrième place
| Match 24            | Club Campo de Madrid | 1 - 2   | Surbiton HC                 |                                                                              |                                                                              |
| 18 avril 2022 11h30 | Rodríguez 51e        | (0 - 2) | 18e Goodfield · 27e Furlong | Arbitrage : Paul van den Assum Michelle Meister Arbitre vidéo : Tim Meissner | Arbitrage : Paul van den Assum Michelle Meister Arbitre vidéo : Tim Meissner |
| 18 avril 2022 11h30 | Rapport              |         |                             | Arbitrage : Paul van den Assum Michelle Meister Arbitre vidéo : Tim Meissner | Arbitrage : Paul van den Assum Michelle Meister Arbitre vidéo : Tim Meissner |

### Finale
| Match 26            | HC Bloemendaal                                           | 4 - 0   | Rot-Weiss Köln |                                                                    |                                                                    |
| 18 avril 2022 16h15 | Croon 17e · Fuchs 24e · J. Brinkman 51e · Bovendeert 56e | (2 - 0) |                | Arbitrage : Martin Madden Sarah Wilson Arbitre vidéo : Ivona Makar | Arbitrage : Martin Madden Sarah Wilson Arbitre vidéo : Ivona Makar |
| 18 avril 2022 16h15 | Rapport                                                  |         |                | Arbitrage : Martin Madden Sarah Wilson Arbitre vidéo : Ivona Makar | Arbitrage : Martin Madden Sarah Wilson Arbitre vidéo : Ivona Makar |

## Classement final
| Rang               | Équipe                 | Résultat           |
| ------------------ | ---------------------- | ------------------ |
| Médaille d'or      | HC Bloemendaal         | Champion           |
| Médaille d'argent  | Rot-Weiss Köln         | Vice-champion      |
| Médaille de bronze | Surbiton HC            | Troisième          |
| 4                  | Club Campo de Madrid   | Quatrième          |
| 5                  | Atlètic Terrassa HC    | Quarts de finale   |
| 5                  | KHC Dragons            | Quarts de finale   |
| 7                  | SV Kampong             | Quarts de finale   |
| 7                  | SV Arminen             | Quarts de finale   |
| 9                  | HTC Uhlenhorst Mülheim | Phase préliminaire |
| 11                 | Saint-Germain HC       | Phase préliminaire |